# Asharid-apal-Ekur
Asharid-apal-Ekur («El heredero del Ekur es el más importante»), fue rey de Asiria entre el 1076 y el 1074 a. C. Sucedió a su padre Tiglat-Pileser I, reinando solo dos años.
De acuerdo con una versión temprana de la Lista sincrónica de reyes, fue contemporáneo del rey de Babilonia, Itti-Marduk-balatu, (ca. 1140–1132 a. C.), quizá cuando este monarca había sido trasladado por su sucesor, Marduk-nādin-aḫḫē, (ca. 1099-1082 a. C.). Esta parte del texto cuneiforme se ha perdido, o ha sido refutada. Las teorías actuales de la sucesión cronológica, sugieren a Marduk-shapik-zeri, (ca. 1082–1069 a. C.), como su contrapartida en Babilonia.
No hay inscripciones reales conocidas para este reinado, y solo aparece en listas de reyes posteriores en una lista de éponimos. Fue sucedido por su hermano, Ashur-bel-kala, y luego por su sobrino, Eriba-Adad II, y por otro de sus hermanos, Shamshi-Adad IV.